# آرنو مونکام
آرنو مونکام (انگلیسی: Arnaud Monkam؛ زادهٔ ۲۲ فوریهٔ ۱۹۸۶) بازیکن فوتبال اهل کامرون بود.
از باشگاه‌هایی که در آن بازی کرده است می‌توان به باشگاه فوتبال بران اشاره کرد.
وی همچنین در تیم ملی فوتبال کامرون بازی کرده است.